# Liubal Colás
Liubal Colás Oris (ur. 9 stycznia 1975 w Santiago de Cuba) – kubański zapaśnik w stylu klasycznym. Olimpijczyk z Atlanty 1996, gdzie zajął siódme miejsce w wadze do 68 kg.
Czterokrotny uczestnik Mistrzostw Świata. Szóste miejsce w 1999 roku. W 1995 i 1999 zwyciężał w Igrzyskach Panamerykańskich. Pięciokrotnie najlepszy na Mistrzostwach Panamerykańskich. Złoto na igrzyskach Ameryki Środkowej i Karaibów w 1998. Pierwszy w Pucharze Świata w 1995; drugi w 1996 roku.